# Azad Corlu
Azad Corlu (* 12. Januar 1991 in Kopenhagen) ist ein dänischer Fußball- und Futsalspieler.

## Karriere

### Verein
Corlu, Sohn türkischer Eltern, trat im Alter von drei Jahren dem Kopenhagener Vorstadtverein Brøndby IF bei. In dessen Jugendmannschaften war er bis 2010 aktiv. Er wurde in die zweite Mannschaft übernommen und stand auch im Profikader des Klubs, für die er allerdings nicht zum Einsatz kam. Zur Saison 2011/12 wechselte er auf Leihbasis zum Zweitligisten AB Gladsaxe und absolvierte 13 Ligaspiele. In der Saison 2013/14 sind noch mindestens zwei Zweitligaspiele für Hvidovre IF verzeichnet. Im Alter von 23 Jahren beendete er seine Profikarriere. Er trainiert die U13 seines Heimatvereins Brøndby IF.
Seit Mai 2018 ist Corlu für den Futsal-Club Futsal Gentofte aktiv; zuvor hatte er für den FC Fjordbold gespielt.

### Nationalmannschaft
Corlu spielte im Jahre 2007 zweimal für die dänische U-16-Nationalmannschaft und in den Jahren 2007 und 2008 insgesamt 18-mal für die U17; dabei kam er auch in der verpassten Qualifikation zur U-17-Fußball-Europameisterschaft 2008 zum Einsatz. Für die dänische U18 spielte er siebenmal und kam mit der U19 in der – erneut verpassten – Qualifikation zur U-19-Fußball-Europameisterschaft 2010 zum Zuge. Insgesamt bestritt er elf Länderspiele für die U19 und zwei Spiele für die U20. Seitdem kam er nicht mehr in einer U-Nationalmannschaft zum Einsatz. Aufgrund der Herkunft seiner Eltern wäre Corlu auch für die A-Nationalmannschaft der Türkei spielberechtigt.
In den Jahren 2017 und 2018 spielte er elfmal für die Dänische Futsalnationalmannschaft.